# Argiolaus belli
Argiolaus belli är en fjärilsart som beskrevs av William Chapman Hewitson 1869. Argiolaus belli ingår i släktet Argiolaus och familjen juvelvingar. Inga underarter finns listade i Catalogue of Life.